# Montepulciano
Montepulciano è un comune italiano di 13 081 abitanti della provincia di Siena in Toscana. Sito a 605 metri sul livello del mare, a cavallo tra la Valdichiana e la Val d'Orcia, Montepulciano ha origini dal popolo degli Etruschi a partire dal IV secolo a.C. Di antica e lunga storia, ha notorietà anche per la ricchezza di ottimi vigneti, dai quali si ricava il Vino Nobile di Montepulciano DOCG.

## Geografia fisica

### Territorio
Montepulciano sorge in una vasta area collinare dell'entroterra toscano, in posizione dominante rispetto alla Valdichiana, un tempo paludosa. Il territorio comunale si estende nel settore sud-orientale della regione al confine con l'Umbria e non lontano dal Lazio.

### Clima
Il clima è di tipo sub-mediterraneo , con escursioni giornaliere notevoli d’inverno, caldo e ventilato d’estate.
Nel periodo invernale sono presenti pochi episodi nevosi (specialmente notturni). Le piogge si concentrano nei mesi invernali e sono quasi del tutto assenti in estate (salvo alcuni temporali estivi di fine estate).
Le temperature massime invernali sono in media di 10-14 °C, mentre quelle estive di 25-32 °C (possono esserci in casi particolari punte di 35 °C e oltre); le minime variano dalla media di 3-5 °C invernale a quella di 15-20 °C estiva.
- Diffusività atmosferica: alta, Ibimet CNR 2002

## Origini del nome
Montepulciano è un composto di monte e Policiano, Polciano o Pulciano. Si tratta di un nome prediale, che riguarda quindi terreni o borghi rustici, che deriva dal latino Publicius (a sua volta di origine etrusca), con suffisso -ānus che forma l'aggettivo.

## Storia
Il centro abitato ha caratteristiche di borgo medievale a forma di "S" ed è racchiuso entro tre cerchia di mura, costruite tutte verso il XIV secolo. 
Di origine etrusca e fondata, secondo la leggenda, da Porsenna, lucumone di Chiusi; alcuni documenti e reperti rinvenuti nella Fortezza medicea, così come la necropoli su cui poggiano le mura medievali ed infine le iscrizioni etrusche murate sulla facciata di palazzo Bucelli, ne fanno risalire l'esistenza già al IV-III secolo a.C.. 
In epoca romana fu sede di un esercito posto a difesa delle strade consolari. Fu evangelizzata da san Donato, vescovo di Arezzo nel IV secolo. Nel luogo dell'attuale chiesa della Madonna di San Biagio, esisteva la Sancta Mater Ecclesia in Castello Pulliciano, così in un documento del 715 in epoca longobarda conobbe il suo primo sviluppo; infatti in alcuni atti notarili dell'archivio dell'abbazia del SS. Salvatore sull'Amiata, si trovano documenti tra i quali uno dell'806 ed i testimoni, tutti di Montepulciano, erano preti, chierici, un medico e un orafo, segno di un elevato livello civile e culturale.
Nel XII secolo la Repubblica di Siena volendo sottomettere Montepulciano, libera e ricca, dette inizio ad una serie di guerre, che i Poliziani affrontarono con l'aiuto di Perugia e di Orvieto, ma più assiduamente e con esiti alterni, con l'appoggio di Firenze. All'inizio del XIII secolo la vitalità della città, promossa dall'intraprendenza della borghesia mercantile, manifatturiera e agricola, prese ad attirare le mire di Firenze e Siena. Il Trecento fu segnato da forti contese per il potere tra le famiglie maggiori; una relativa stabilità si ebbe sotto la famiglia Del Pecora che, divisi al loro interno nell'appoggiare Firenze, Siena o Perugia, divennero Signori di Valiano e tiranni di Montepulciano. Nel 1390 Montepulciano si alleò stabilmente con Firenze, cui premeva disporre di un caposaldo strategico a sud di Siena.
Dagli inizi del Quattrocento a metà del Cinquecento, Montepulciano ebbe il proprio periodo aureo, scandito da stabilità politica, prestigio culturale, fioritura artistica. Il XV secolo fu l'epoca dell'umanista Bartolomeo Aragazzi, segretario apostolico di papa Martino V e del poeta Angelo Poliziano. Un eccezionale fervore edilizio contrassegnò il XVI secolo: architetti quali Antonio da Sangallo il Vecchio, Jacopo Barozzi detto il Vignola, Baldassarre Peruzzi, Ippolito Scalza eressero sontuose dimore patrizie, splendide chiese e diversi punti del centro urbano furono abbelliti. In questo periodo visse il cardinale Marcello Cervini, che sedette sul soglio pontificio per soli 28 giorni con il nome di Marcello II. Nel 1511, i Poliziani, conclusa la definitiva pace con i Fiorentini, incisero sulla porta e sull'architrave della sala del consiglio la seguente iscrizione: Recuperatio Libertatis, A.D. 1511.
Dal 1559, con la sottomissione di Siena al principato mediceo, Montepulciano perse parte della rilevanza strategica e politica passata, ma mantenne il prestigio. Si stabilirono a Montepulciano storiche famiglie poliziane dei Nobili, Tarugi, Contucci, Bellarmino, Ricci, Cervini, Benci, Cini, Cocconi e numerose altre, che dettero grandi uomini alla Chiesa, alle lettere, alle arti e alle armi: un sommo pontefice, numerosi cardinali, molte decine di vescovi, prelati insigni in grande numero ed una grande quantità di uomini che furono eccellenti in molte discipline. Uno dei suoi figli più affezionati, il cardinale Giovanni Ricci, nel 1561, ottenne da Papa Pio IV, con il consenso del Granduca, che Montepulciano fosse decorata della sede episcopale e del titolo della città. Montepulciano ottenne così l'elevazione a sede episcopale e si eseguì la successiva demolizione dell'antica pieve per costruire l'imponente cattedrale (1594) su progetto di Ippolito Scalza e secondo i principi della Controriforma, della quale uno dei padri emeriti fu il poliziano cardinale Roberto Bellarmino.
Alla morte del cardinale Giovanni Ricci, il Granduca Ferdinando lasciò i Capitanati di Montepulciano e Pietrasanta al libero governo della Granduchessa Cristina di Lorena che vi rimasero fino alla sua morte, avvenuta nel 1636. La Granduchessa dette molto impulso alla costruzione della nuova cattedrale, dove il vescovo Antonio Cervini, nel 1680 celebrò per primo il Pontificale e fu consacrata nel 1712 dal vescovo Francesco Maria Arrighi, che nel 1714 consacrò la Chiesa del Gesù. Nel 1700 il vescovo Cervini consacrò anche la chiesa di Sant'Agnese e nel 1714 il vescovo Angelo Maria Vantini consacrò la chiesa di Santa Maria delle Grazie.
Nel XVIII secolo fiorì l'Accademia degli Intrigati, che, insieme all'attività letteraria, edificò nel 1793 un teatro, negli stanzoni del quattrocentesco Monte di Pietà, come aveva già fatto in precedenza in  Via Collazzi ed in Palazzo Comunale. La lunga stagione lorense segnò per Montepulciano l'inizio di una diffusa ripresa economica e sociale. La bonifica della Valdichiana favorì la ricolonizzazione agricola del fertile fondovalle; la conseguente riorganizzazione del sistema viario facilitò i contatti commerciali. Con l'Unità d'Italia, Montepulciano (che passò allora dalla provincia d'Arezzo a quella di Siena) s'impose come principale mercato agricolo dell'area, mentre le attività imprenditoriali slittarono verso il fondovalle, attratte dalla ferrovia (presente fin dal 1884) e dalla maggior facilità di collegamento con l'emergente nodo ferroviario di Chiusi.

### Simboli
Il gonfalone è un drappo partito d'argento al grifo rampante di rosso, e di rosso.

## Monumenti e luoghi d'interesse

### Architetture religiose
- Cattedrale di Santa Maria Assunta

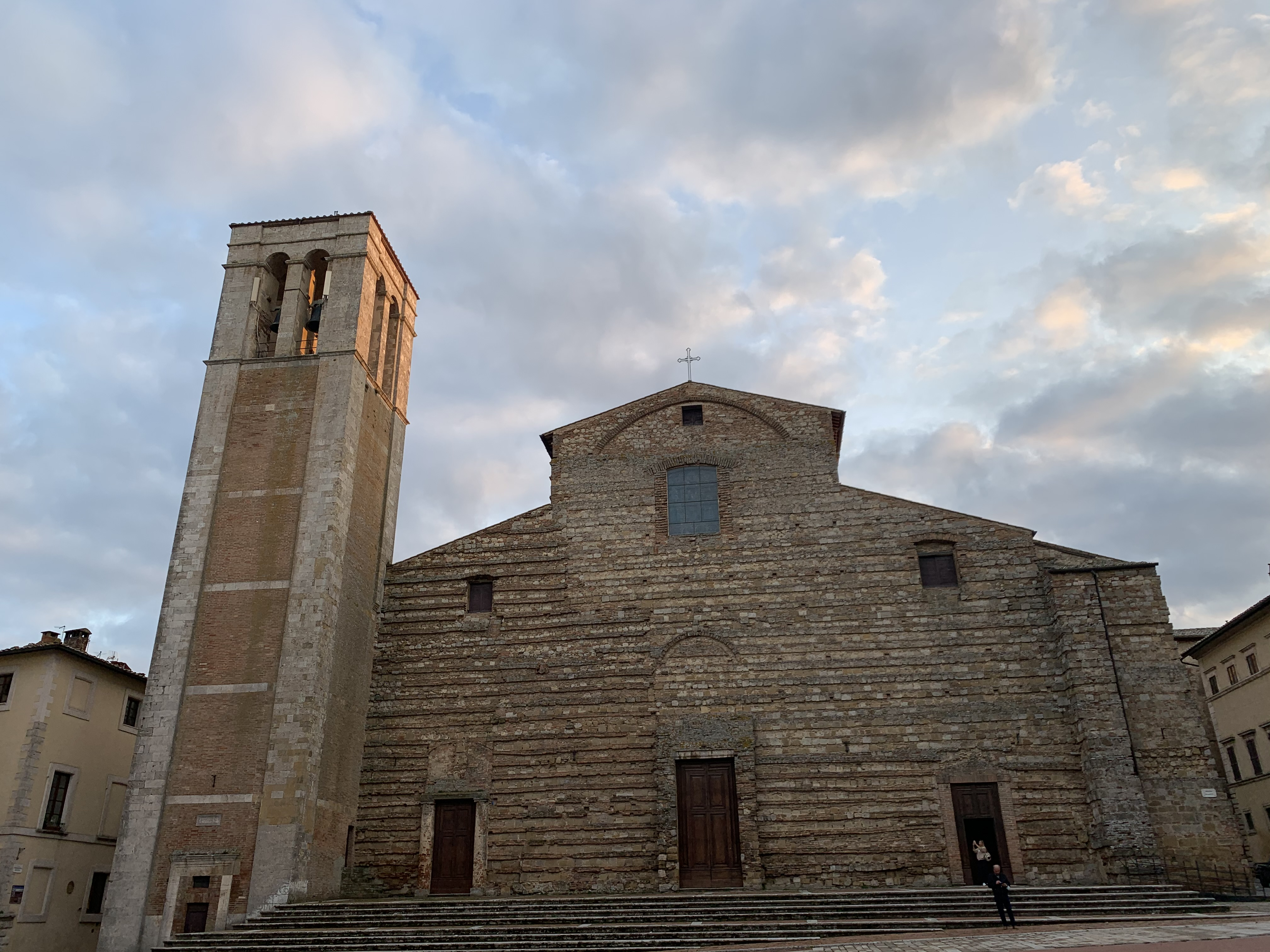
Il Duomo

- Chiesa di San Biagio di Antonio da Sangallo il Vecchio
- Chiesa del Gesù
- Convento di San Francesco
- Oratorio di San Giovanni Battista in Poggiolo
- Chiesa di Santa Lucia
- Chiesa di Santa Maria dei Servi
- Chiesa di Santa Maria delle Grazie
- Chiesa di Sant'Agnese
- Chiesa di Sant'Agostino
- Convento di San Bernardo
- San Lorenzo Martire (Valiano)
- Sant'Egidio (Gracciano)
- Santuario della Madonna della Querce
- San Vittorino (Acquaviva)
- Eremo della Maddalena

### Architetture civili

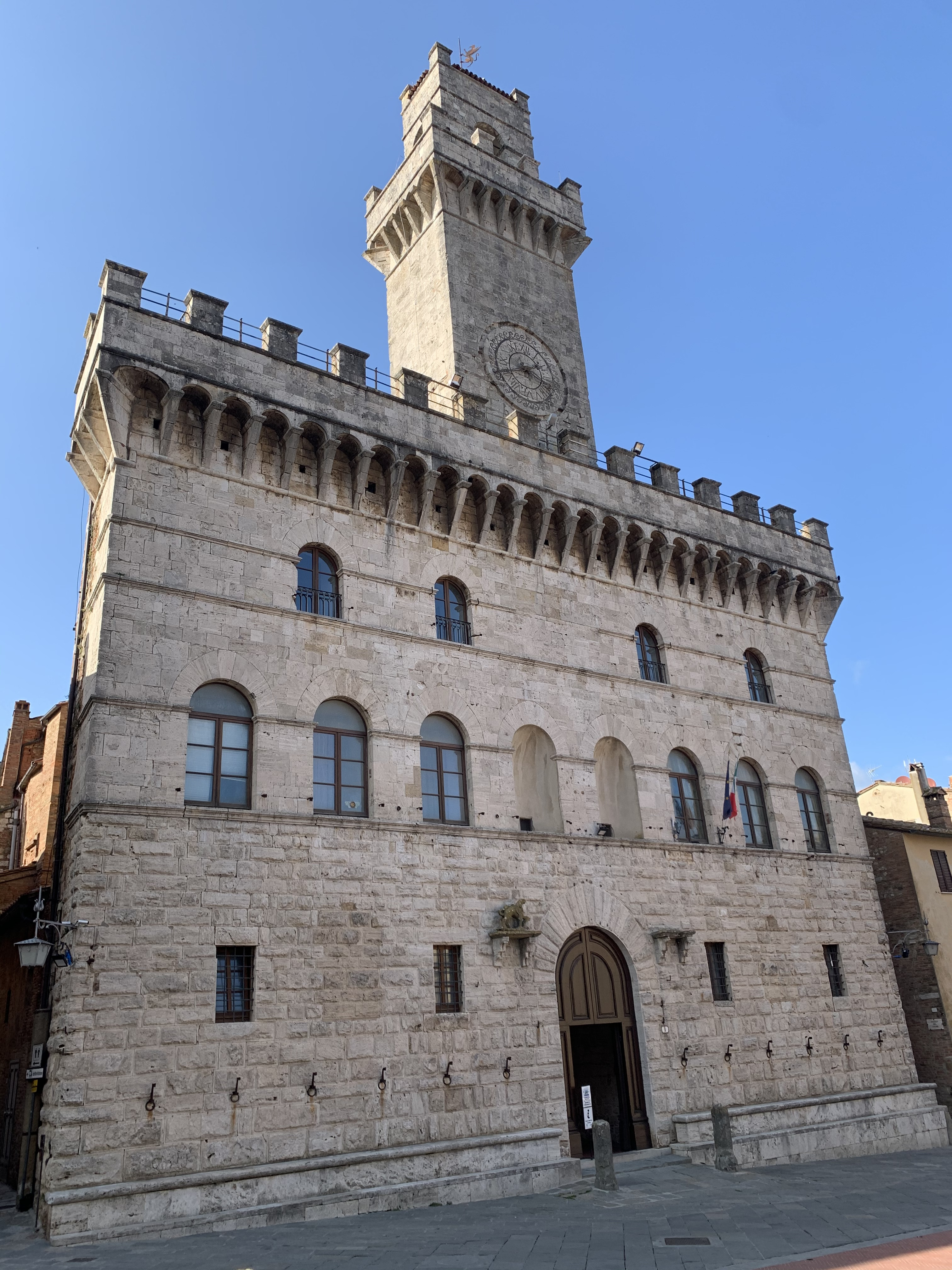
Il Palazzo Comunale

- Palazzo Avignonesi di Jacopo Barozzi da Vignola
- Palazzo Bellarmino
- Palazzo Benincasa
- Palazzo Bracci Testasecca
- Palazzo Bucelli (con il basamento costellato di iscrizioni etrusche e latine)
- Palazzo del Capitano
- Palazzo Carletti
- Palazzo Cervini di Antonio da Sangallo il Vecchio
- Palazzo Cocconi
- Palazzo Colombi
- Palazzo Comunale con facciata di Michelozzo (fine Trecento)
- Palazzo Contucci, opera di Antonio da Sangallo il Vecchio
- Palazzo Danesi
- Palazzo Gagnoni Grugni (con il portale Vignolesco)
- Logge del Grano
- Palazzo di Giustizia (ex collegio Magnanet)
- Palazzo Mosela
- Palazzo Neri-Orselli (dove si trova il Museo Civico)
- Palazzo Nobili-Tarugi del Vignola
- Palazzo Ricci di Antonio da Sangallo il Vecchio
- Palazzo Salimbeni
- Palazzo San Donato
- Palazzo Sisti (dove si trova la biblioteca e archivio Piero Calamandrei)
- Palazzo Tarugi
- Palazzo Tombesi Trecci
- Palazzo Venturi
- Casa del poeta Angelo Poliziano in via del Poliziano n. 1
- Conservatorio di San Girolamo
- Fortezza Medicea di Antonio da Sangallo il Vecchio
- Piazza Grande
- Teatro Poliziano
- Teatro della Società dei Concordi
- Torre dell'Orologio (con il popolare Pulcinella)
- Canonica di San Biagio

### Aree naturali
- Riserva naturale Lago di Montepulciano
- Parco di villa Trecci

## Società

### Evoluzione demografica
Abitanti censiti

### Etnie e minoranze straniere
Secondo i dati ISTAT al 31 dicembre 2010 la popolazione straniera residente era di 1 313 persone. Le nazionalità maggiormente rappresentate in base alla loro percentuale sul totale della popolazione residente erano:
- Albania 292 2,01%
- Romania 266 1,83%
- Bulgaria 169 1,16%

### Tradizioni e folclore
- Maggio - Primo maggio: Fiera
- Luglio - 15 giorni circa: Cantiere Internazionale d'Arte
- Agosto - ultima domenica: Bravio delle Botti
- Agosto - a cavallo del 15:  Bruscello Poliziano

#### Bravìo delle Botti
Il Bravìo delle Botti (trae le sue origini nel XIV secolo) è la sfida che si disputa ogni anno a Montepulciano tra le 8 Contrade di Montepulciano (Cagnano, Collazzi, Gracciano, Le Coste, Poggiolo, San Donato, Talosa, Voltaia), l'ultima domenica di agosto in onore del santo patrono, San Giovanni Decollato.

#### Bruscello Poliziano
Bruscello deriva da arboscello, broscello, bruscello.
Il Bruscello Poliziano si ripete ogni anno, a partire dal 1939 nel mese di agosto, sul Sagrato della Cattedrale, in piazza Grande.
Il Bruscello, è una forma di teatro popolare e contadino, tipicamente toscano, recitato e cantato da attori non professionisti ed è una rappresentazione a volte epico-drammatica, a volte farsesca di episodi della vita di tutti i giorni, creati da immaginazioni popolari o da fatti realmente accaduti; della storia o della letteratura.
Il tema, che mescola canto e recita, varia di anno in anno, soggetti, testi e sceneggiatura si devono tutti alla creativa spontaneità dei bruscellanti, una compagnia che pratica questo genere per amor di tradizione e diletto.

## Cultura

### Istruzione

#### Accademie
L'Accademia europea di Palazzo Ricci (Europäische Akademie für Musik und Darstellende Kunst) è un progetto culturale tedesco in Italia completamente dedicato alla musica.
Ha sede presso il Palazzo Ricci di Montepulciano, dove si svolgono le attività artistiche da maggio ad ottobre.

#### Biblioteche
La biblioteca comunale di Montepulciano ha sede nel Palazzo Sisti di via Ricci e vanta un fondo antico di circa 12 000 volumi ed uno moderno di oltre 48 000.
Vi si trovano inoltre:
- il fondo giudiziario
- la collezione polizianesca con 40 volumi riguardanti Angelo Poliziano
- l'archivio personale di Piero Calamandrei
- l'archivio di Lidio Bozzini
- l'archivio della Democrazia Cristiana di Montepulciano

#### Musei
Il museo civico ha sede dal 1957 nel Palazzo Neri Orselli e si articola in cinque sezioni:
- Sezione archeologica
- Sezione poliziana
- Terrecotte robbiane
- Pinacoteca
- Studiolo

Il Conservatorio di San Girolamo ha sede in piazza Savonarola 10 e si articola in tre sezioni:
- arte sacra
- pinacoteca
- antica farmacia

### Media

#### Stampa
L'Araldo Poliziano è un settimanale di Montepulciano che tratta prevalentemente notizie provenienti dalla Diocesi di Montepulciano-Chiusi-Pienza. È stato fondato il 23 aprile 1905 a Montepulciano dal sacerdote Alberto Angelotti, come «periodico cattolico settimanale del Circondario di Montepulciano», comprendente una quindicina di comuni della zona sud della provincia di Siena. Dal 2003 viene venduto abbinato al quotidiano Toscanaoggi.

#### Radio
Dal 1976 al 1979 era presente a Montepulciano una piccola emittente radiofonica, Radio Montepulciano (RMP), sulla frequenza 103.800 MHz.
L'emittente di ispirazione cattolica, voluta dalla Diocesi poliziana ed alla quale partecipavano numerosi ragazzi di Montepulciano, fu attivata dalla fine del 1976 all'estate del 1979. L'emittente trasmetteva dal palazzo vescovile con poche attrezzature: due giradischi, tre registratori (due a cassette e uno a bobine), due microfoni e un piccolo mixer a sei canali; i programmi avevano inizio alle 14:00 e finivano alle 20:00; solo la domenica la radio iniziava alle 08:00 di mattina. L'emittente aveva una copertura locale che arrivava fino a Siena.
In estate 1977 venne annunciata la sospensione delle trasmissioni che ricominciarono poi dal 20 settembre. Nel 1978 vennero sospese nuovamente e poi riprese fino all'estate del 1979.

#### Televisione
Nel 1976 venne fondata anche una televisione, che prendeva il nome di TeleAmiata, per iniziativa di Mario Guidotti. La sua sede era in vicolo Ricci (Palazzo Ricci). Il primo canale UHF fu il 53 (successivamente anche canali UHF 44 e 58). Il palinsesto di TeleAmiata proponeva un telegiornale locale (TA Notizie), film, telefilm, cartoni animati, sport, spettacoli di varietà, spettacoli musicali e quiz.
All'inizio degli anni ottanta fu ampliata l'area di copertura, irradiando i suoi programmi da diverse frequenze (UHF 58,44,57,58,50,55,38,23 e 39). Fra i collaboratori i giornalisti Diego Mancuso e Vincenzo Mollica, poi passato alla Rai. Secondo alcune fonti, TeleAmiata venne rilevata all'inizio degli anni ottanta da Edilio Rusconi per irradiare i programmi di Italia 1, secondo altre fonti (vecchio palinsesto di TV Sorrisi e Canzoni e/o Firenzemedia) entrò invece a far parte del circuito Canale 10, che unitamente a Canale 5, irradiava i programmi di Telemilano 58 a livello nazionale. Più probabile la seconda versione poiché dal 1981 comparve la dicitura TeleAmiata - Canale 10, UHF 44, 58, 40, 53 e 55.

### Cinema
Film girati a Montepulciano

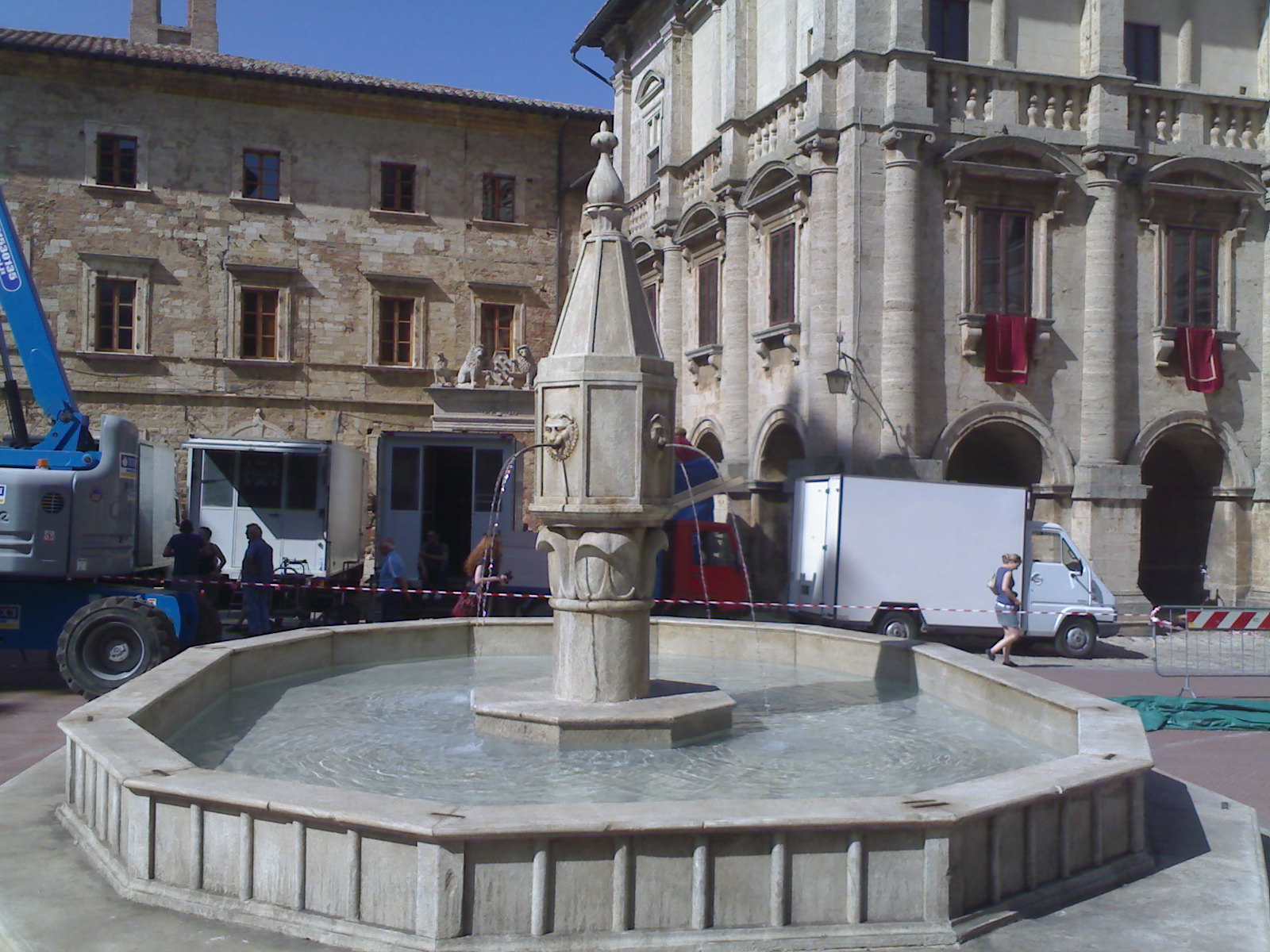
Fontana del film New Moon in Piazza Grande

- Il Cristo proibito, regia di Curzio Malaparte (1951)
- L'arcidiavolo, regia di Ettore Scola (1966)
- Le piacevoli notti, regia di Armando Crispino, Luciano Lucignani (1966)
- In nome del Papa Re, regia di Luigi Magni (1971)
- Nostalghia, regia di Andrej Tarkovskij (1983)
- Pianoforte, regia di Francesca Comencini (1984)
- Monteriano - Dove gli angeli non osano mettere piede, regia di Charles Sturridge (1991)[9]
- Il paziente inglese, regia di Anthony Minghella (1996)
- A spasso nel tempo, regia di Carlo Vanzina (solo alcune scene) (1996)
- Sogno di una notte di mezza estate, regia di Michael Hoffman (1999)
- Heaven, regia di Tom Tykwer (2002)
- Sotto il sole della Toscana, regia di Audrey Wells (2003)
- The Twilight Saga: New Moon, regia di Chris Weitz (2009)
- La scuola più bella del mondo, regia di Luca Miniero (2014)
- Maraviglioso Boccaccio, regia di Paolo e Vittorio Taviani (2015)
- Il peccato - Il furore di Michelangelo, regia di Andrej Končalovskij (2017)
- Benedetta, regia di Paul Verhoeven (2018)
- Made in Italy - Una casa per ritrovarsi, regia di James D'Arcy (2020)

Serie televisive
- Carabinieri 7 (2007)
- Luna di miele (Hochzeitsreise), serie televisiva tedesca trasmessa su canale ZDF (riprese dall'8 al 17 ottobre 2009) (2011)
- I Medici (2016)
- I Medici 2 (2017)
- Quantico (2017)

Pubblicità
- Faac (1990)
- Banca San Paolo (1997)
- Stracchino Nonno Nanni (2008)
- Sky, Campionato mondiale di calcio, (2014)
- Gioco digitale (2015)[10]
- Università Telematica Pegaso (2018)
- Dolce & Gabbana (profumo) (2019)

### Cantiere Internazionale d'Arte
Il Cantiere Internazionale d'Arte propone numerose manifestazioni culturali. Il cantiere è nato dalla collaborazione gratuita di grandi artisti che producono spettacoli con la partecipazione di numerosi abitanti.

## Geografia antropica

### Frazioni
- Abbadia
- Acquaviva
- Gracciano
- Montepulciano Stazione
- Sant'Albino
- Valiano

### Località
- Ascianello
- Argiano
- Bivio di San Biagio
- Caggiole
- Canapille
- Casale
- Casalte
- Casella
- Casenuove
- Castagneto
- Cervognano Montenero
- Ciarliana
- Corbaia
- Croce
- Crugnole
- Fontago
- Fonte al Giunco
- Fonte Sambuco
- Greppo
- Il Santo
- La Casetta
- Madonna delle Querce
- Nottola
- Pelago Casanova
- Poggio Saragio
- Ponte
- Ponte di Ferro
- Salcheto
- San Biagio
- Sanguineto
- Sciarti
- Stabbiano
- Terra Bianca
- Totona
- Tre Berte

## Economia

### Terme di Montepulciano
Nel Comune di Montepulciano, località Sant'Albino, sorgono le  Terme di Montepulciano che utilizzano le proprietà curative di acque e fanghi. Le prime testimonianze dirette sulle terme di Montepulciano e sulle proprietà delle sue acque termali risalgono al 1571, l'anno in cui Andra Bacci pubblica il suo trattato “De Thermis”. Le acque minerali sulfuree-salsobromoiodiche-bicarbonate particolarmente ricche di anidride carbonica, vengono captate a 132 metri di profondità e convogliate ai reparti di cura senza essere esposte al contatto con l'aria. Questo procedimento garantisce la conservazione inalterata delle naturali qualità terapeutiche dello zolfo che, allo stato nascente, svolge attività antisettica, anticatarrale, antispastica ed antiallergica. Le Terme, rinomate per le Terapie Inalatorie ospitano un Centro di Audiologia e Vestibologia, un Centro di Rinologia, un Centro di Bronco-pneumologia, specializzato nella cura delle broncopneumatopatie croniche ostruttive quali asma, bronchite ed enfisema polmonare ed un Centro Riabilitativo Vascolare e Ortopedico in grado di offrire le varie terapie per una efficace riabilitazione dopo interventi di chirurgia ortopedica e per le patologie vascolari sia arteriose che venose, nonché per la traumatologia sportiva. Da segnalare anche un centro di termalismo pediatrico specializzato nella terapia delle patologie dell'apparato respiratorio e dell'orecchio-naso-gola nei bambini, quali bronchiti, asma bronchiale, riniti e tonsilliti ricorrenti.

### Enogastronomia
La viticoltura a Montepulciano risale all'epoca etrusca, ma il primo documento scritto è del 789. La produzione di vini eccellenti sul Mons Politianus fu costante nel Medioevo è già alla metà del Trecento la città emanò norme per regolarne commercio ed esportazione.
Alla metà del Cinquecento il Rosso Scelto di Montepulciano (così era chiamato) deliziò papa Paolo III e nel 1685 il medico, naturalista e poeta Francesco Redi, nel suo divertente ditirambo Bacco in Toscana, lo celebrò come la manna di Montepulciano, concludendo entusiasta Montepulciano d'ogni vino è Re!.
Vino Nobile di Montepulciano DOCG
Il Vino Nobile di Montepulciano DOCG dal 1980 è tutelato da un consorzio che riunisce tutte le cantine. Può essere prodotto solo nelle aree collinari entro i confini comunali da uve di Prugnolo gentile (70%) ed altri vitigni autorizzati alla coltivazione in toscana (30%).
Deve avere un minimo di 12,5º alcolici e invecchiare 24 mesi in cantina di cui almeno 1 in legno di rovere (13° alcolici, 36 mesi in cantina di cui almeno 1 in legno di rovere e 6 in bottiglia, può chiamarsi "Riserva").
Il suo carattere deciso, dal bouquet complesso, intenso e persistente, si esalta in abbinamento con selvaggina, carni rosse alla brace, arrosti importanti, formaggi stagionati.
Rosso di Montepulciano DOC
Il Rosso di Montepulciano ha lo stesso uvaggio del Vino Nobile.
Raggiunge in media 12,5º alcolici: il passaggio in legno è facoltativo e la vendita inizia da marzo successivo la vendemmia.
Di colore rosso rubino si presenta intensamente vinoso e con sentori di frutta a bacca rossa, ha sapore asciutto, persistente e lievemente tannico ed è vino da tutto pasto.
Vin Santo
Il Vin Santo Montepulciano Occhio di Pernice è un vino da dessert prodotto con Malvasia Bianca, Puncinculo e Trebbiano Toscano ed eventuali altri vitigni a bacca bianca autorizzati in provincia.
Le uve sono selezionate e fatte appassire in locali idonei e pigiate fra il 1º dicembre e il 15 gennaio: i 17º alcolici e 3 anni di invecchiamento come minimo gli donano un bouquet intenso, con sentori di frutta secca (La Riserva invecchia 5 anni). Con Prugnolo gentile e altri vitigni si ottiene la prestigiosa varietà Occhio di Pernice, dal colore ambrato o topazio che raggiunge i 18º.

## Sanità
A Nottola, una piccola frazione a 5 km da Montepulciano sono presenti dal 2000-2001 gli Ospedali riuniti della Valdichiana, un "monoblocco ospedaliero" gestito dal Servizio sanitario della Toscana (USL 7 di Siena), nato dalla chiusura di sei ospedali più piccoli nei comuni di Chiusi, Torrita di Siena, Sinalunga, Chianciano Terme, Sarteano e Montepulciano.

## Infrastrutture e trasporti

### Via Lauretana
Montepulciano è attraversata dall'antica Via Lauretana, una strada etrusca-romana che collegava Cortona a Montepulciano e Siena.

### Linea Ferroviaria Montepulciano-Fontago
A Montepulciano, a partire dal 30 giugno 1916 entrò in funzione la tratta ferroviaria Montepulciano-Fontago, a scartamento ridotto che collegava Montepulciano con Fontago (oggi Montepulciano Stazione).
La linea fu dismessa definitivamente il 16 settembre 1927 e sostituita dai trasporti su gomma.
La stazione di Montepulciano si trovava nel piazzale Lo Sterro, oggi sede della Caserma dei Vigili del Fuoco.

## Amministrazione
Di seguito è presentata una tabella relativa alle amministrazioni che si sono succedute in questo comune.
| Periodo        | Periodo        | Primo cittadino           | Partito                         | Carica  | Note   |
| -------------- | -------------- | ------------------------- | ------------------------------- | ------- | ------ |
| 14 luglio 1985 | 9 agosto 1990  | Francesco Colajanni       | Partito Comunista Italiano      | Sindaco | [ 11 ] |
| 9 agosto 1990  | 24 aprile 1995 | Giuliano Olivieri         | Partito Socialista Italiano     | Sindaco | [ 11 ] |
| 24 aprile 1995 | 14 giugno 1999 | Piero Di Betto            | lista civica                    | Sindaco | [ 11 ] |
| 14 giugno 1999 | 14 giugno 2004 | Piero Di Betto            | centro-sinistra                 | Sindaco | [ 11 ] |
| 14 giugno 2004 | 8 giugno 2009  | Massimo Della Giovampaola | centro-sinistra                 | Sindaco | [ 11 ] |
| 8 giugno 2009  | 26 maggio 2014 | Andrea Rossi              | centro-sinistra                 | Sindaco | [ 11 ] |
| 26 maggio 2014 | 27 maggio 2019 | Andrea Rossi              | lista civica: per Montepulciano | Sindaco | [ 11 ] |
| 27 maggio 2019 | in carica      | Michele Angiolini         | centro-sinistra                 | Sindaco | [ 11 ] |

### Gemellaggi
La città è gemellata con:
- Moulins